# بای سنت آن
بای سنت آن (به لاتین: Baie Saint Anne) یک منطقهٔ مسکونی در سیشل است که در سیشل واقع شده‌است. بای سنت آن ۴٬۷۸۶ نفر جمعیت دارد.